# Islamska revolucionarna garda
Islamska revolucionarna garda (perzijsko سپاه پاسداران انقلاب اسلامی , Sepāh e Pāsdārān e Enqelāb e Eslāmi, tudi samo Sepāh; tudi Islamski revolucionarni gardni korpus) je četrta veja Oboroženih sil Islamske republike Iran, ki je bila ustanovljena maja 1979 po islamski revoluciji z glavnim namenom zavarovati obstoj revolucije v Iranu in posrednim namenom jo širiti v bližnje države. 
Za razliko od ostalih treh vej je sestavljena tako iz kopenskih, letalskih in mornariških sil; prav tako pa vključuje specialne sile, mornariško pehoto, idr.

## Organizacija
Rodovi znotraj VSIR so sledeči:
- Kopenske sile Vojske stražarjev islamske revolucije,
- Vojna mornarica Vojske stražarjev islamske revolucije,
- Vojno letalstvo Vojske stražarjev islamske revolucije,
- Zaščitni korpus Ansar-ol-Mahdi,
- Basij, prostovoljna paravojaška milica in
- Enota Al Quds, specialne sile.

VSIR prav tako nadzoruje vse raketne oz. balistične enote Irana, vzdržuje Univerzo medicinskih znanosti Bakvijatala ter nadzoruje nekatera podjetja ter humanitarne organizacije.